# Augusto Liverani
Augusto Liverani detto Agostino (Senigallia, 7 agosto 1895 – Dongo, 28 aprile 1945) è stato un politico italiano.

## Biografia
Partecipò alla prima guerra mondiale come ufficiale del 5.Reggimento Bersaglieri e ne rimase mutilato. Dopo aver aderito al Partito Nazionale Fascista, fu presidente della provincia di Novara e, durante il secondo conflitto bellico, segretario del Sindacato Impiegati dell’Industria di Milano. Nel 1939 divenne membro della Camera dei Fasci e delle Corporazioni.
Ministro per le comunicazioni della Repubblica Sociale Italiana dal 5 ottobre 1943 in seguito alla rinuncia di Giuseppe Peverelli, fu catturato col Duce dai partigiani e ucciso. Il suo corpo venne appeso a piazzale Loreto a Milano.
Sepolto assieme ai caduti della RSI al Campo 10 del Cimitero Maggiore di Milano, nel 1947 venne traslato nella natia Senigallia, al Cimitero delle Grazie.
Era sposato con Brunilla Fusilli ed aveva due figli, Riccardo ed Elena. Il regista Maurizio Liverani è suo nipote.